# Franklin Springs
Franklin Springs – miasto w Stanach Zjednoczonych, w stanie Georgia, w hrabstwie Fayette.